# Iubita locotenentului francez (film)
Iubita locotenentului francez (în engleză The French Lieutenant's Woman) este un film britanic din 1981, regizat de Karel Reisz și adaptat de scriitorul Harold Pinter. El este inspirat din romanul omonim al lui John Fowles. Muzica filmului a fost compusă de Carl Davis, iar secvențele au fost filmate de Freddie Francis.
Rolurile principale sunt interpretate de Meryl Streep și Jeremy Irons, în alte roluri jucând Hilton McRae, Jean Faulds,  Peter Vaughan, Colin Jeavons, Liz Smith, Patience Collier, Richard Griffiths, David Warner, Alun Armstrong, Penelope Wilton și Leo McKern.
Filmul a fost nominalizat pentru cinci premii Oscar: Streep a fost nominalizată pentru Premiul Oscar pentru cea mai bună actriță, iar filmul a fost nominalizat pentru Premiul Oscar pentru cel mai bun scenariu adaptat, dar a pierdut în competiția cu On Golden Pond.

## Rezumat
În film se întrepătrund două povești de dragoste: povestea din cartea originală a lui Sarah Woodruff și Charles Smithson petrecută în Anglia victoriană și povestea celor doi actori care îi portretizează, Anna și Mike, petrecută cam prin anii 1980. Fowles a scris două finaluri ale cărții - unul fericit și unul nefericit. În loc să încerce să includă ambele finaluri în povestea lui Charles și a lui Sarah, Pinter a adăugat povestea actorilor pentru finalul nefericit.
Charles Smithson, un paleontolog din Anglia victoriană, se logodește la începutul filmului cu o fată tânără din Lyme Regis. Sarah Woodruff este o femeie pe care  locuitorii orașului Lyme Regis o poreclesc "Tragedia" sau "Târfa locotenentului francez". Charles și Sarah au mai multe întâlniri de-a lungul unei faleze din afara orașului Lyme Regis, și în cele din urmă Charles află povestea lui Sarah și începe să aibă sentimente de dragoste față de ea. Anna - care are o relație cu David și - Mike, care este căsătorit și are copii, sunt în mijlocul unei aventuri, care pare să fi început în timpul realizării filmului.
Relația lui Charles cu Sarah se dezvoltă până la consumarea ei, iar logodna și reputația lui Charles sunt distruse, în timp ce actorii se lupta cu greutatea aventurii lor.

## Distribuție
- Meryl Streep − Sarah Woodruff/Anna
- Jeremy Irons − Charles Henry Smithson/Mike
- Hilton McRae − Sam
- Emily Morgan − Mary
- Charlotte Mitchell − dl. Tranter
- Lynsey Baxter − Ernestina Freeman
- Peter Vaughan − dl. Freeman
- Colin Jeavons − vicarul
- Liz Smith − dl. Fairley
- Patience Collier − dl. Poulteney

## Producție
Cartea a fost publicată în 1969. Adaptarea sa cinematografică a fost un proces îndelungat, cu drepturi de realizarea a filmului trecând pe la mai multe persoane înainte de finalizarea procesului de finanțare și a alegerii actorilor. Inițial, Malcolm Bradbury și Christopher Bigsby l-au abordat pe Fowles pentru a sugera o adaptare de televiziune, dar în cele din urmă producătorul Saul Zaentz a hotărât să realizeze un film pentru marele ecran.
Mai mulți regizori au fost atașați de acest proiect: Sidney Lumet, Robert Bolt, Fred Zinnemann și Milos Forman. Scenariul a fost scris de mai multe ori, inclusiv de Dennis Potter în 1975 și de James Costigan în 1976, înainte de varianta finală a lui Pinter.
Actorii luați în calcul pentru rolul lui Charles Smithson / Mike au fost Robert Redford și Richard Chamberlain, iar pentru rolul lui Sarah / Anna au dat probe Francesca Annis, Gemma Jones și alegerea lui Fowles, Helen Mirren. 
Muzica a fost compusă de Carl Davis și interpretată de o orchestră neidentificată și de cântărețul la violă Kenneth Essex.

## Premii și nominalizări

### Premiile Oscar
Nominalizări 
- cea mai bună actriță: Meryl Streep
- cele mai bune decoruri: Assheton Gorton, Ann Mollo
- cele mai bune costume
- cel mai bun montaj
- cel mai bun scenariu adaptat

### Premiile BAFTA
Câștigător
- Premiul Anthony Asquith pentru muzică de film: Carl Davis
- cea mai bună actriță: Meryl Streep
- cel mai bun sunet: Don Sharp, Ivan Sharrock, Bill Rowe

Nominalizări
- cel mai bun film
- cel mai bun actor: Jeremy Irons
- cea mai bună imagine: Freddie Francis
- cele mai bune costume: Tom Rand
- cea mai bună regie: Karel Reisz
- cel mai bun montaj: John Bloom
- cele mai bune decoruri: Assheton Gorton
- cel mai bun scenariu: Harold Pinter

### Premiile Globul de Aur
Câștigător
- cea mai bună actriță: Meryl Streep

Nominalizări
- cel mai bun film (dramă)
- cel mai bun scenariu: Harold Pinter

### Alte premii
- Premiul Evening Standard British Film pentru cel mai bun film: Karel Reisz
- Premiile David di Donatello: cel mai bun scenariu - film străin: Harold Pinter
- Premiile Los Angeles Film Critics Association: cea mai bună actriță: Meryl Streep